# WEEKEND SMILE
『WEEKEND SMILE』（ウィークエンド・スマイル）は、2022年4月2日からZIP-FMで放送されているラジオ番組。

## 放送時間
いずれもJST。
- 土曜 7時30分 〜 10時（2022年4月2日 〜 ）

## 出演者
ナビゲーター
- 玉置侑里子

## 主なコーナー
サーフボードプログラム
- 8:05 - 8:20 / JR TOKAI FUN DAY TRIP[2]

ショートプログラム
- WEEKLY SMILE NEWS
- SMILE LIFE-STYLE
- MONO LOVE
- WEEKEND SUN-POP
- FUTURE SMILE